# Багс Моран
Джордж Кларенс Моран, более известный как Багс Моран (при рождении Аделар Лео Кунин; 21 августа 1893 — 25 февраля 1957), — американский преступник, гангстер и бутлегер времён Сухого закона, банда которого была главным конкурентом Аль Капоне в незаконной деятельности.
Родился в городе Сент-Пол, штат Миннесота, в семье с французскими корнями. Преступником стал ещё в юности и переехал в северную часть Чикаго в 19-летнем возрасте, связавшись в это время с местными бандами, вскоре став правой рукой О’Бэньона, а затем создав собственную банду, занявшую в городе прочное положение. До 21-летнего возраста трижды приговаривался к тюремному заключению. 14 февраля 1929 года семеро членов его банды были расстреляны в ходе так называемой Бойни в День святого Валентина, по некоторым данным — по приказу Капоне. Вопреки ряду источников Морану после этого удалось сохранить контроль над своей бандой, которая существовала до начала 1930-х годов, но с отменой в конце 1933 года Сухого закона распалась. К середине 1930-х годов Моран оказался вытеснен из Чикаго и вернулся к мелким преступлениям, в том числе кражам и мошенничеству; к 1940 году находился на грани нищеты. В июле 1946 года был арестован в Огайо во время ограбления банка и посажен в тюрьму на десять лет. Вскоре после освобождения был арестован вновь за то же преступление в том же штате, 8 ноября 1956 года был осуждён на пять лет, но через несколько месяцев скончался в тюрьме от рака лёгких. Не имея никаких средств, был похоронен на тюремном кладбище.